# Phitsanulok Unity FC
Der Phitsanulok Unity Football Club (thailändisch สโมสรฟุตบอลพิษณุโลก ยูนิตี้), bis Mitte 2023 als Wat Bot City Football Club (thailändisch สโมสรฟุตบอลวัดโบสถ์ ซิตี้) bekannt, ist ein thailändischer Fußballverein aus Phitsanulok. Der Verein spielt in der Northern Region der dritten Liga.
Der Verein ist auch unter dem Nickname The Cruel Country Mouse (หนูนาจอมโหด) bekannt.

## Geschichte
Der Verein wurde 2018 gegründet und startete in der Thailand Amateur League in der North-Region. Der Verein ist auch unter dem Namen The Cruel Country Mouse bekannt. Im ersten Jahr belegte der Club den zweiten Platz und konnte sich anschließend in den Play-off-Spielen für die Thai League 4 qualifizieren. Hier spielte der Club ebenfalls in der North-Region. 2019 wurde man in der North-Gruppe Vizemeister und qualifizierte sich somit für die Thai League 4 Champions League. Hier besiegte man in den Endspielen (1:1/1:1/6:5 n. E.) den Pattani FC. Wat Bot City war somit der Gesamtmeister der Thai League 4 und stieg somit in die Thai League 3 auf, wo man in der Upper-Region spielte. Zu Beginn der Saison wurde der Verein in Phitsanulok Unity Football Club umbenannt.

## Erfolge
Wat Bot City FC
- Thailand Amateur League – North

Vizemeister: 2018  ▲
- Thai League 4 – North

Vizemeister: 2019
- Thai League 4 – Champions League

Sieger: 2019  ▲
Phitsanulok Unity FC
- Thai League 3 – North: 2023/24

## Stadion
Der Verein trägt seine Heimspiele im Phitsanulok Provincial Administrative Organization Stadium (Thai: สนาม อบจ.พิษณุโลก หรือ สนามกีฬาจ.พิษณุโลก) in Phitsanulok aus. Das Mehrzweckstadion hat ein Fassungsvermögen von 3066 Zuschauern. Eigentümer sowie Betreiber ist die Phitsanulok Provincial Administrative Organization.

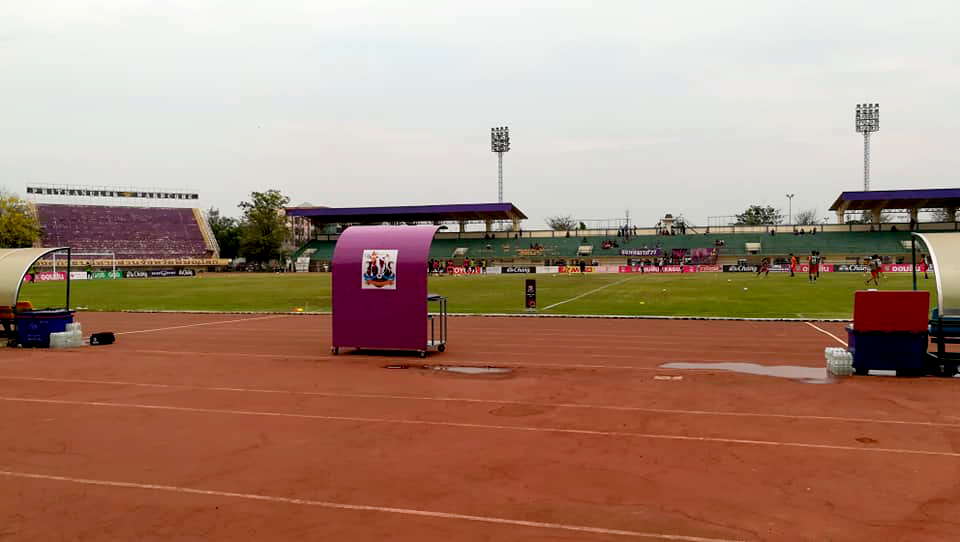
Phitsanulok PAO Stadium

### Spielstätten
| Saison | Stadion                                                    | Standort                         | Kapazität | Eigentümer                                         | Koordinaten                       |
| ------ | ---------------------------------------------------------- | -------------------------------- | --------- | -------------------------------------------------- | --------------------------------- |
| 2018   | Phra Ong Dam Stadium                                       | Phitsanulok, Provinz Phitsanulok | N/A       | N/A                                                | 16° 49′ 53,8″ N, 100° 12′ 44,9″ O |
| 2019   | Pibulsongkram Rajabhat University Stadium                  | Phitsanulok, Provinz Phitsanulok | N/A       | Pibulsongkram Rajabhat University                  | 16° 49′ 54,2″ N, 100° 12′ 46,9″ O |
| 2020–  | Phitsanulok Provincial Administrative Organization Stadium | Phitsanulok, Provinz Phitsanulok | 3066      | Phitsanulok Provincial Administrative Organization | 16° 50′ 47,2″ N, 100° 15′ 51,6″ O |

## Aktueller Kader
Stand: 1. Februar 2025
| Nr. |             | Position | Name                     |
| --- | ----------- | -------- | ------------------------ |
| 1   | Thailand    | TW       | Thitikit Samerjai        |
| 5   | Thailand    | TW       | Suphat Seangprachan      |
| 6   | Thailand    | AB       | Charukit Sripirom        |
| 7   | Thailand    | ST       | Kunburus Sounses         |
| 8   | Thailand    | ST       | Sivapon Sittisak         |
| 9   | Argentinien | ST       | Santiago Corral          |
| 10  | Thailand    | ST       | Rachen Kunkhong          |
| 11  | Thailand    | MF       | Naruephat Noisomuaong    |
| 15  | Thailand    | AB       | Naris Klaysub            |
| 16  | Thailand    | MF       | Yutthakan Sisongkhram    |
| 17  | Thailand    | AB       | Jirapak Saradee          |
| 18  | Thailand    | TW       | Nattanon Thanomputthisak |
| 19  | Thailand    | AB       | Panphanpong Pinkong      |
| 20  | Thailand    | AB       | Nuttasit Choosai         |
| 21  | Thailand    | MF       | Sonyam Amonphong         |
| 22  | Thailand    | AB       | Adisak Mikhum            |

| Nr. |           | Position | Name                   |
| --- | --------- | -------- | ---------------------- |
| 24  | Thailand  | AB       | Ittipol Janpang-ngern  |
| 25  | Thailand  | MF       | Premsak Chantum        |
| 26  | Thailand  | MF       | Nattawut Chutheing     |
| 30  | Thailand  | MF       | Rutchapron Kaewgrajang |
| 31  | Thailand  | TW       | Panut Bunlang          |
| 32  | Thailand  | MF       | Komsun Sueajouy        |
| 34  | Thailand  | MF       | Akkaradech Satarntung  |
| 47  | Thailand  | MF       | Praphatphong Phonto    |
| 55  | Thailand  | AB       | Nonnawat Salad         |
| 88  | Thailand  | MF       | Thanick Khamkien       |
| 90  | Thailand  | MF       | Athip Kaeochaeng       |
| 91  | Thailand  | MF       | Adisak Chansa          |
| 94  | Thailand  | MF       | Rattaphum Mompiboon    |
| 98  | Brasilien | ST       | Luan Borges            |
| 99  | Thailand  | MF       | Sutthiwarakul Papan    |

## Beste Torschützen seit 2018
| Saison  | Name               | Tore |
| ------- | ------------------ | ---- |
| 2018    | Sathaporn Jueachan | 4    |
| 2019    | Natthawut Nueamai  | 12   |
| 2020/21 | Rafinha            | 12   |
| 2021/22 | Burnel Okana-Stazi | 10   |
| 2022/23 | Anucha Phantong    | 7    |
| 2023/24 | Selwan Al Jaberi   | 9    |
| 2024/25 | Luan Borges        | 6    |

## Saisonplatzierung
| Saison               | Liga                            | Liga            | Liga            | Liga            | Liga            | Liga            | Liga            | Liga            | Liga            | Pokal           | Pokal                  | Pokal           |
| Saison               | Liga                            | Level           | Spiele          | S               | U               | N               | Tore            | Punkte          | Position        | FA Cup          | League Cup             | T3 Cup          |
| Wat Bot City FC      | Wat Bot City FC                 | Wat Bot City FC | Wat Bot City FC | Wat Bot City FC | Wat Bot City FC | Wat Bot City FC | Wat Bot City FC | Wat Bot City FC | Wat Bot City FC | Wat Bot City FC | Wat Bot City FC        | Wat Bot City FC |
| -------------------- | ------------------------------- | --------------- | --------------- | --------------- | --------------- | --------------- | --------------- | --------------- | --------------- | --------------- | ---------------------- | --------------- |
| 2018                 | Thailand Amateur League – North | 5               | 6               | 2               | 3               | 1               | 19:15           | 9               | 2. ▲            |                 |                        |                 |
| 2019                 | Thai League 4 – North           | 4               | 27              | 17              | 7               | 3               | 65:24           | 58              | 2. ▲            | 1. Runde        | 1. Qualifikationsrunde |                 |
| 2020                 | Thai League 3 – Upper           | 3               | 2               | 0               | 1               | 1               | 1:4             | 1               | 10.             |                 |                        |                 |
| 2020/21              | Thai League 3 – North           | 3               | 16              | 8               | 0               | 8               | 25:17           | 24              | 5.              | 2. Runde        |                        |                 |
| 2021/22              | Thai League 3 – North           | 3               | 22              | 8               | 11              | 3               | 26:26           | 35              | 4.              |                 |                        |                 |
| 2022/23              | Thai League 3 – North           | 3               | 22              | 11              | 4               | 7               | 35:23           | 37              | 4.              | 3. Runde        | Play-off-Spiele        |                 |
| Phitsanulok Unity FC |                                 |                 |                 |                 |                 |                 |                 |                 |                 |                 |                        |                 |
| 2023/24              | Thai League 3 – North           | 3               | 20              | 12              | 7               | 1               | 33:18           | 43              | 1.              | Achtelfinale    | –                      | –               |
| 2024/25              | Thai League 3 – North           | 3               | 20              | 4               | 3               | 13              | 23:36           | 15              | 11. ▼           | –               | Play-off-Spiele        | Gruppenphase    |

| Abbruch nach dem zweiten Spieltag aufgrund der COVID-19-Pandemie |

## Ausrüster und Sponsoren
| Jahr | Ausrüster | Trikotsponsor |
| ---- | --------- | ------------- |
| 2018 | H2H Sport | H2H Sport     |
| 2019 | H2H Sport | H2H Sport     |
| 2020 | H2H Sport | H2H Sport     |